# Hohokams

La région des cultures anasazis, hohokams et mogollons vue selon les États actuels.

Les Hohokams sont un peuple amérindien dont la culture s'est épanouie du IIIe siècle av. J.-C. à environ 1400 sur une grande partie du territoire de l'actuel Arizona, au Sud-Ouest des États-Unis. Ils pratiquent l'agriculture irriguée, la taille et la sculpture de la pierre et incinèrent leurs morts. Leurs descendants directs seraient les Pimas et les Tohono O'odham. C'est l'archéologue Harold S. Gladwin qui utilisa le mot « Hohokam », lors de ses fouilles dans la Lower Gila Valley : Hohokam signifie en o'odham « ceux qui ont disparu ». La culture hohokam présente des similitudes avec certaines autres cultures d'Oasisamérique, comme celles des Anasazis et des Mogollons, qui ont existé à la même époque.

## Culture hohokam
On pense que la culture hohokam est née dans la région de la Gila River et de la Rivière Salée puis s'est diffusée vers le désert de Sonora. Des miroirs en pyrite, des clochettes de cuivre et des aras provenant du Mexique et retrouvés sur des sites hohokams laissent penser que des routes commerciales avec d'autres peuples d'Amérique centrale existaient.
À Casa Grande, l'habitat local semble avoir été constitué de maisons de plusieurs étages en adobe, de villages entourés de remparts et abandonnés au XVIe siècle. On a aussi retrouvé des pithouses, maisons enterrées et, au niveau agricole, des indices montrent que les Hohokams cultivaient le coton, le tabac, l'agave, le maïs, les haricots et les courges. Ils ont construit des canaux d'irrigation au sud de l'actuelle Phoenix afin de pallier le manque d'eau dans le milieu aride qu'ils occupaient.
Les Hohokams incinéraient leurs morts et enterraient les restes dans des tombes ou les plaçaient dans des urnes, le dieu principal de leur religion était nommé Kokopelli. Ils maîtrisaient la technique de la gravure à l'eau-forte sur des coquillages.

## Périodisation
L'époque des pionniers (200 av. J.-C. / 775) : culture du maïs et des haricots ; petits villages sur le cours moyen de la Gila River : habitat simple. Entre 300 et 500, les Hohokams améliorent leur agriculture par l'ajout de nouvelles plantes, sans doute transmises par les peuples du Mexique : coton, une nouvelle espèce de haricots, plus résistante à l'aridité (Phaseolus acutifolius). Le commerce avec le golfe de Californie s'intensifie comme le montre la découverte de coquillages. Ils utilisaient des figurines d'argile et de l'encens dans les cérémonies rituelles.
La période coloniale (775-975) : les villages deviennent plus grands, avec des terrains de jeu de pelote, des fortifications en terre et parfois des tumulus en terre en forme de pyramides tronquées. L'influence mexicaine grandit et les poteries ont un décor plus élaboré.
La période sédentaire (975-1150) : la croissance démographique oblige les hohokams à élargir le système d'irrigation, ce qui implique une organisation sociale hiérarchisée. Les artisans produisent des bijoux raffinés, à partir de coquillages ; la sculpture funéraire se développe.
La période classique (1150-1400/1450) :
La phase Soho (1150-1300) : début du déclin. Les contacts avec les peuples Pueblos s'intensifient.
La phase Civano (1300-1400/1450) : plusieurs sites sont abandonnés sans doute à cause des conditions climatiques. Au milieu du XIVe siècle, une série d'inondations bouleverse la vie des Hohokams. Ils semblent s'être éparpillés dans le désert.

## Sites archéologiques hohokams
- Hohokam Pima National Monument, près de Coolidge dans l'Arizona, préserve un site archéologique hohokam sur environ 6,9 km2. Mais il n'est pas ouvert au public.
- Casa Grande Ruins National Monument.
- Snaketown, situé sur la Gila River près de Chandler.
- Pueblo Grande. À la suite de la construction de l'aéroport de Phoenix(Arizona), un site hohokams d'environ un demi-hectare a été découvert, avec un petit musée. Il aurait existé à peu près 200 villages identiques disséminés jusqu'à Flagstaff[3]